# Роман Кесаријски
Свети Роман Кесаријски, познат и као Роман Антиохијски је ранохришћански мученик из 3. века. 
Родом из Палестине, као млад крстио се и примио хришћанство. Био је ђакон цркве Кесаријске у време Диоклецијановог прогона хришћана. Једном док је проповедо Јеванђеље у Антиохији замерио се Антиохијском начелнику Асклипијаду убог своје проповеди. Због тога је свети Роман стављен на тешке муке. Пошто се није одрекао своје вере Роман је у ропству и убијен. Заједно са њим страдало је и дете по имену Варул, које је иако мало исповедило веру у христа. Обоје су пострадали 303. године.
Православна црква прославља светог Романа заједно са Варулом 18. новембра по јулијанском календару.